# مضاد سكون
مضاد السكون (بالإنجليزية: Antistatic)‏ يقصد به المركبات التي تستخدم في معالجة أسطح المواد لتقليل أو الحد من تراكم الكهرباء الساكنة التي عادة ما يكون سببها التأثير الكهربي الاحتكاكي. فكرة عمل مضاد السكون هي أن يجعل المادة موصلة للكهرباء، وذلك بأن يكون هو نفسه موصل للكهرباء أو يقوم بامتصاص الرطوبة من الهواء، لذا يمكن استعمال بعض عوامل الترطيب. عادة ما يحتوي مضاد السكون على جزئين، جزء محب للماء وجزء كاره للماء ويشبه في ذلك المؤثرات السطحية، حيث يتفاعل الجزء الكاره للماء مع سطح المادة بينما يتفاعل الجزء المحب للماء مع الرطوبة الجوية ويربط جزيئات الماء.
تصمم مضادات السكون الداخلية بحيث تخلط مباشرة مع المادة بينما توضع المضادات الخارجية على سطح المادة.
تبنى مضادات السكون الشائعة على أمينات اليفاتية طويلة السلسلة وأميدات وأملاح الأمنيوم الرابعية وأسترات حمض الفوسفوريك واسترات عديد أكسيد الإيثلين وعديدات الهيدروكسيل. يمكن استخدام أكسيد القصدير والإنديوم كمضاد سكون شفاف لطلاء النوافذ.